# Fergus McPhail
Fergus McPhail es una serie de televisión australiana de género infantil y comedia. 

## Sinopsis
Fergus McPhail cae en una crisis por su edad. Su irracionalmente ego actúa como su conciencia.  

## Reparto
- Sean Ohlendorf como Fergus McPhail.
- Michael Harrison como Lambert Apanolty.
- Jessie Jacobs como Jennifer McPhail.
- Megan Harrington como Angela Dayton.
- Heli Simpson como Sophie Bartolemeo.
- Marcus Costello como Richard Nixon-Claverhouse.
- Reg Gorman como Harry Patterson.
- Brett Swain como Don McPhail (papá).
- Miriam Glaser como Senga McPhail.
- Chris Hemsworth como Craig.
- John Williams como Thomas.
- Nicholas Turner como Kevin.
- Martin Sharpe como David.
- Damien Bodie como Leon.
- Alex Tsitsopoulos como Angelo.
- Steven Bahnsena Declan Parker.
- Alegría Westmore como la señora Vance.